# Osowskie
Osowskie (deutsch Wussowske, 1938–1945 Waldliebe, kaschubisch Òsowsczé) ist ein kleines kaschubisches Dorf in der polnischen Woiwodschaft Pommern und gehört zur Gemeinde Czarna Dąbrówka (Schwarz Damerkow) im Kreis Bytów (Bütow).

## Verkehrsanbindung
Osowskie ist von Kleszczyniec (Kleschinz) an der Woiwodschaftsstraße 212 (hier Teilstück der früheren Reichsstraße 158) aus über eine Nebenstraße nach Brzezinka (Bresinke) und Łupawsko (Lupowske, 1938–1945 Grünental) zu erreichen.
Eine Bahnanbindung besteht nicht.

## Ortsname
Der Ort mit dem deutschen Namen Wussowske bzw. der Umbenennung in Waldliebe (1938–1945) ist nicht zu verwechseln mit dem ebenfalls im Powiat Bytowski in 30 Kilometer Luftlinie südwestlich gelegenen Ort Wussowke (1938–1945 Waldrode, heute polnisch: Osówka).

## Geschichte
Bis 1945 war Wussowske (bzw. Waldliebe) ein Ortsteil der Gemeinde Groß Nossin (Nożyno) und mit deren Geschichte eng verbunden. Der Ort gehörte damals zum Landkreis Stolp im Regierungsbezirk Köslin der preußischen Provinz Pommern. Seit 1945 ist das deutsche Wussowske als Osowskie polnisch und gehört zur Gmina Czarna Dąbrówka im Powiat Bytowski der Woiwodschaft Pommern (1975 bis 1998 Woiwodschaft Stolp).

## Kirche
Kirchlich war Wussowske bis 1945 in das evangelische Kirchspiel Groß Nossin (Nożyno) im Kirchenkreis Bütow (Bytów) der Kirchenprovinz Pommern der Kirche der Altpreußischen Union eingepfarrt. Letzter deutscher Geistlicher war Pfarrer Winfried Behling. Seit 1945 ist Osowskie ein Teil der katholischen Pfarrei Nożyno, die nun allerdings zum Dekanat Łupawa (Lupow) im Bistum Pelplin der Katholischen Kirche in Polen ist. Evangelische Kirchenglieder sind jetzt der Kreuzkirche in Słupsk (Stolp) in der Diözese Pommern-Großpolen der Evangelisch-Augsburgischen Kirche in Polen zugeordnet.